# Kirche von Stenkyrka

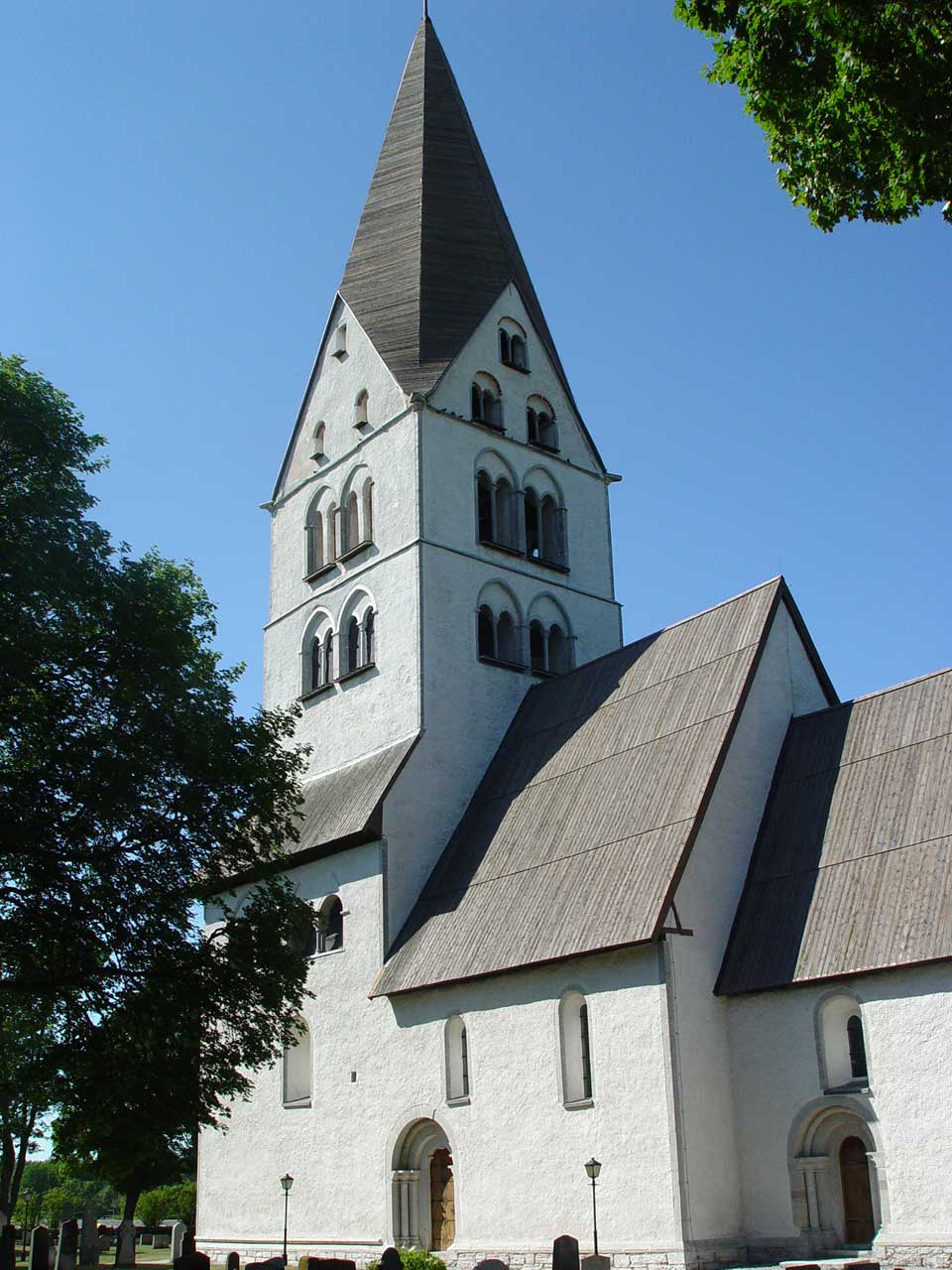
Kirche von Stenkyrka

Die Kirche in Stenkyrka gehört zur Kirchengemeinde Stenkyrka auf der schwedischen Insel Gotland. Sie liegt im Dorf Stenkyrka 22 km nördlich von Visby in der Nähe der Westküste.
Gemäß der Gutasaga war diese Kirche die erste, die im nördlichen Teil Gotlands gebaut wurde. Sie wurde von Lickajr dem Weisen als Holzkirche errichtet. Die Kirche in ihrer heutigen Gestalt wurde in Etappen im 13. Jahrhundert gebaut. Chor, Langhaus und Kirchturm entstanden in dieser Reihenfolge.
Die Kirche ist reich geschmückt mit mittelalterlichen Malereien, von denen die Quaderbemalung des Bogens zwischen Chor und Langhaus aus der Mitte des 13. Jahrhunderts die älteste ist. Im Turmgewölbe gibt es Marmorimitationen aus dem späten 13. Jahrhundert. Große Teile der ursprünglichen Malereien sind verloren gegangen. Der zentral im Langhaus platzierte Taufstein wurde vom Meister Majestatis im 12. Jahrhundert angefertigt. Das Triumphkreuz der Kirche aus dem frühen 14. Jahrhundert hängt jetzt an der nördlichen Wand im Langhaus, zusammen mit Bildern von Maria und Johannes, die auf das Jahr 1702 datiert sind. Die Kirchenbänke, die zum größten Teil aus der dänischen Besatzungszeit stammen, erhielten ihre noch vorhandenen Türmalereien in Form von Landschaftsmalereien von J. N. Weller in den Jahren 1783–84. Im Chor liegt der Grabstein des Licnatus aus Stenstu, der in der zweiten Hälfte des 12. Jahrhunderts lebte. Es ist der älteste datierbare Grabstein auf Gotland (ca. 1400).
Die Kirche wurde zweimal restauriert: 1954–55 unter der Leitung des Architekten Rolf Bergh und 1979–80 nach einem Brand im Turm, der auf Brandstiftung zurückging und hauptsächlich Rauchschäden verursachte.
Auf einem Bildstein, der neben der Kirche steht, ist eine Menschenopferszene dargestellt.

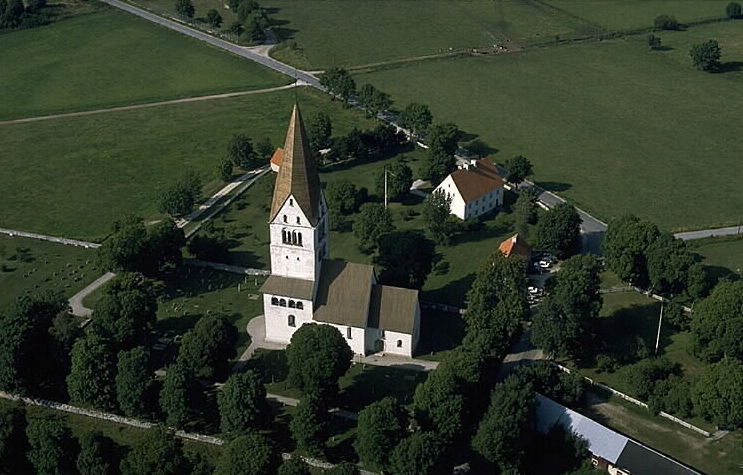
Luftbild
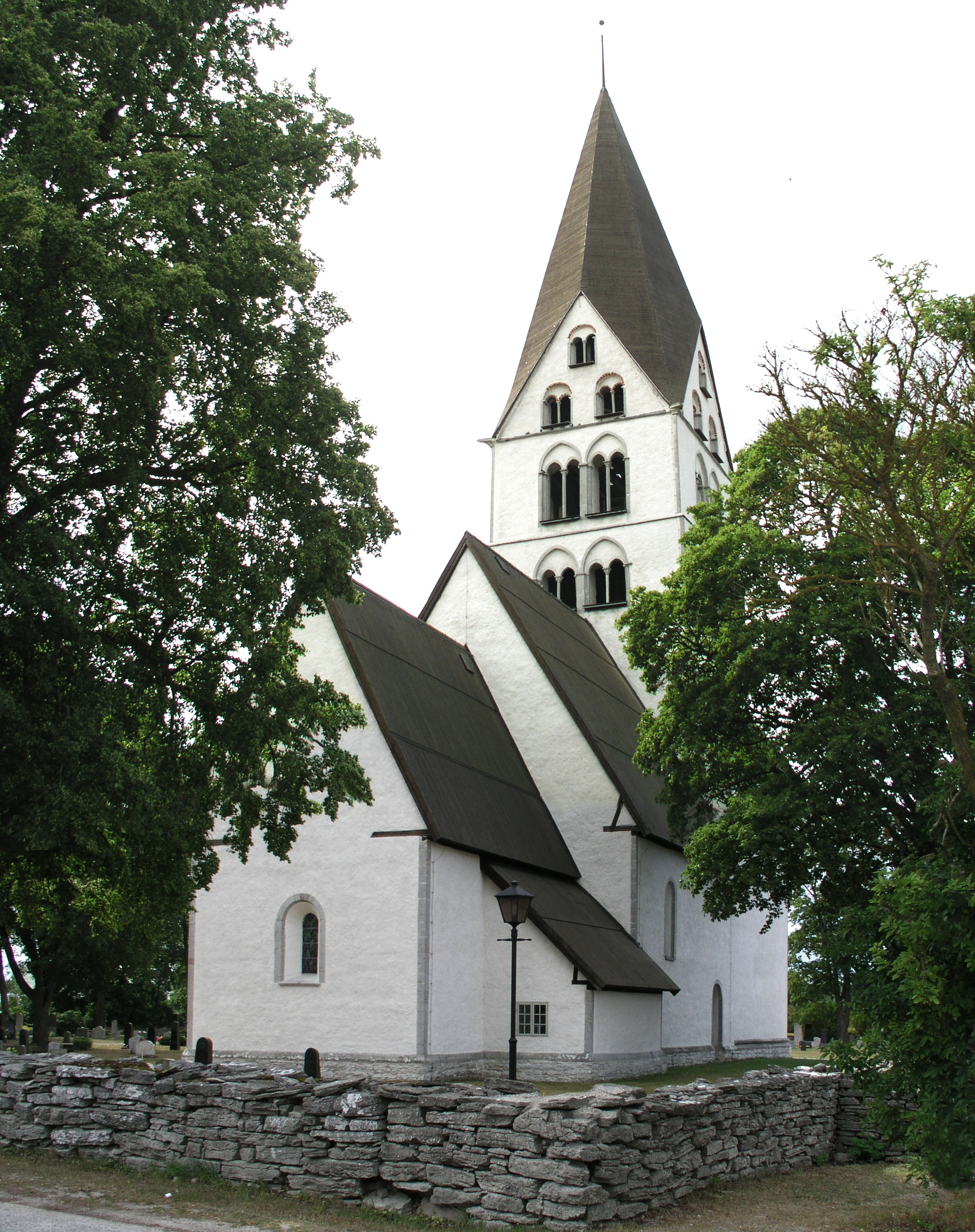
Kirche von Stenkyrka
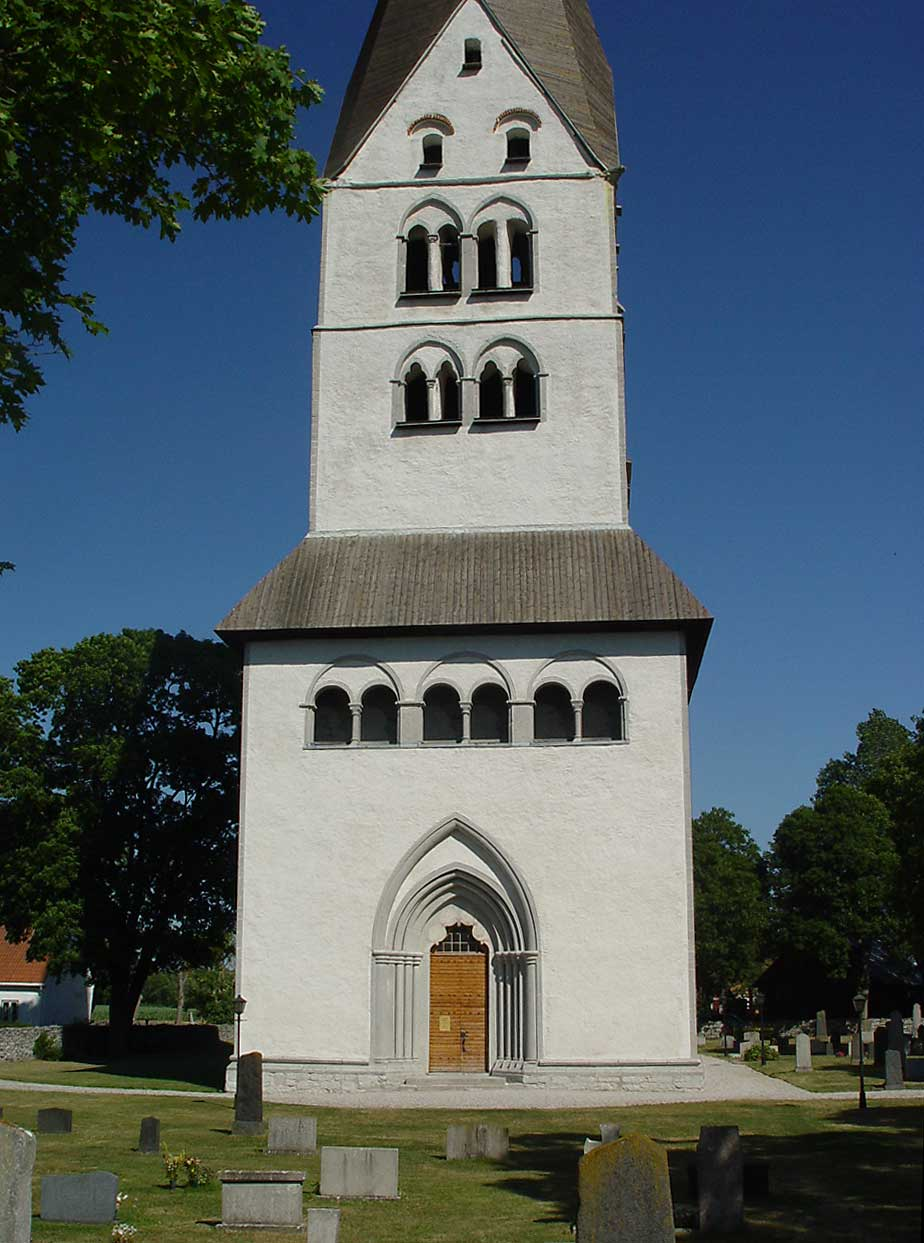
Kirchturm
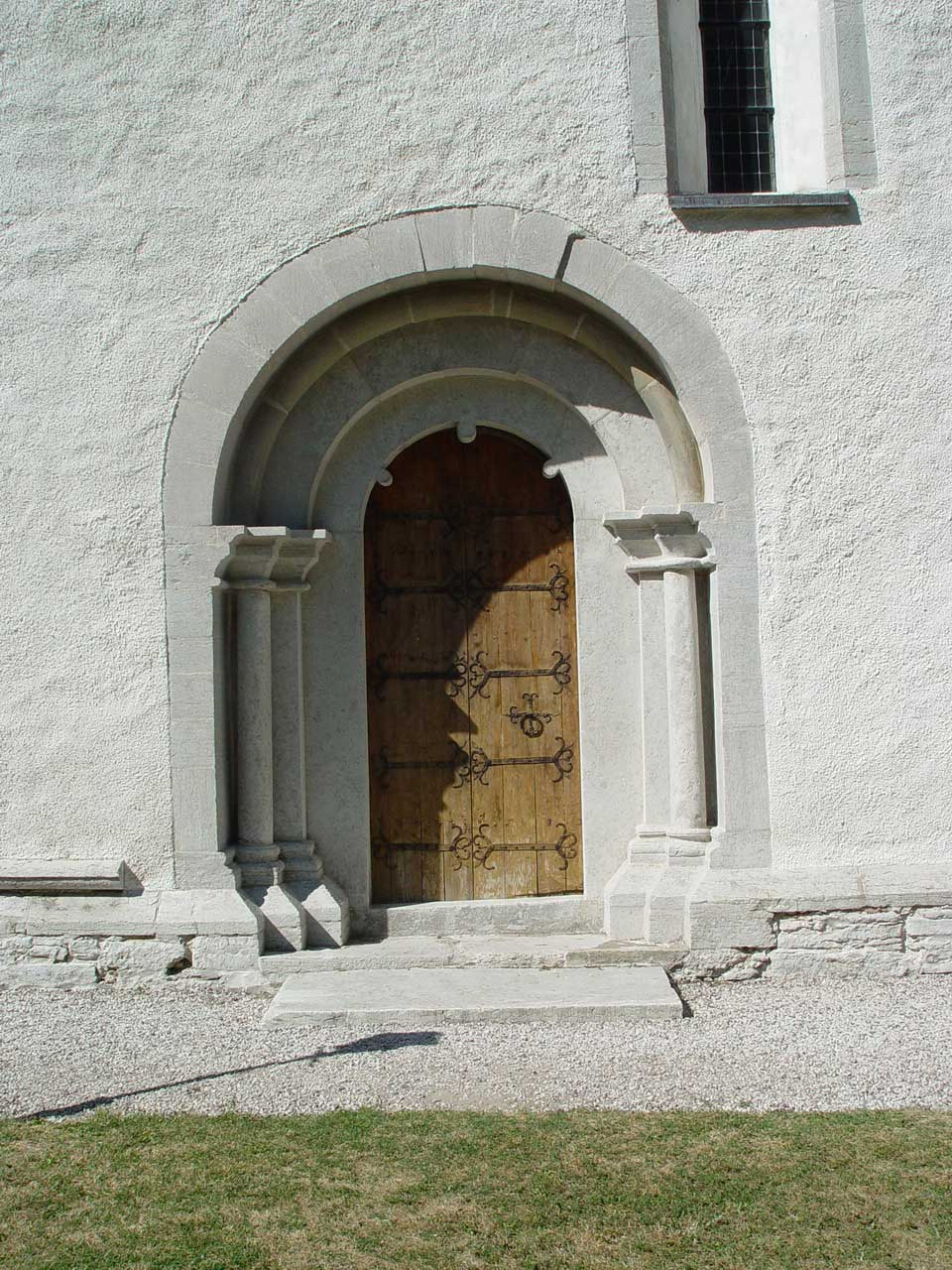
Portal

## Inneneinrichtung

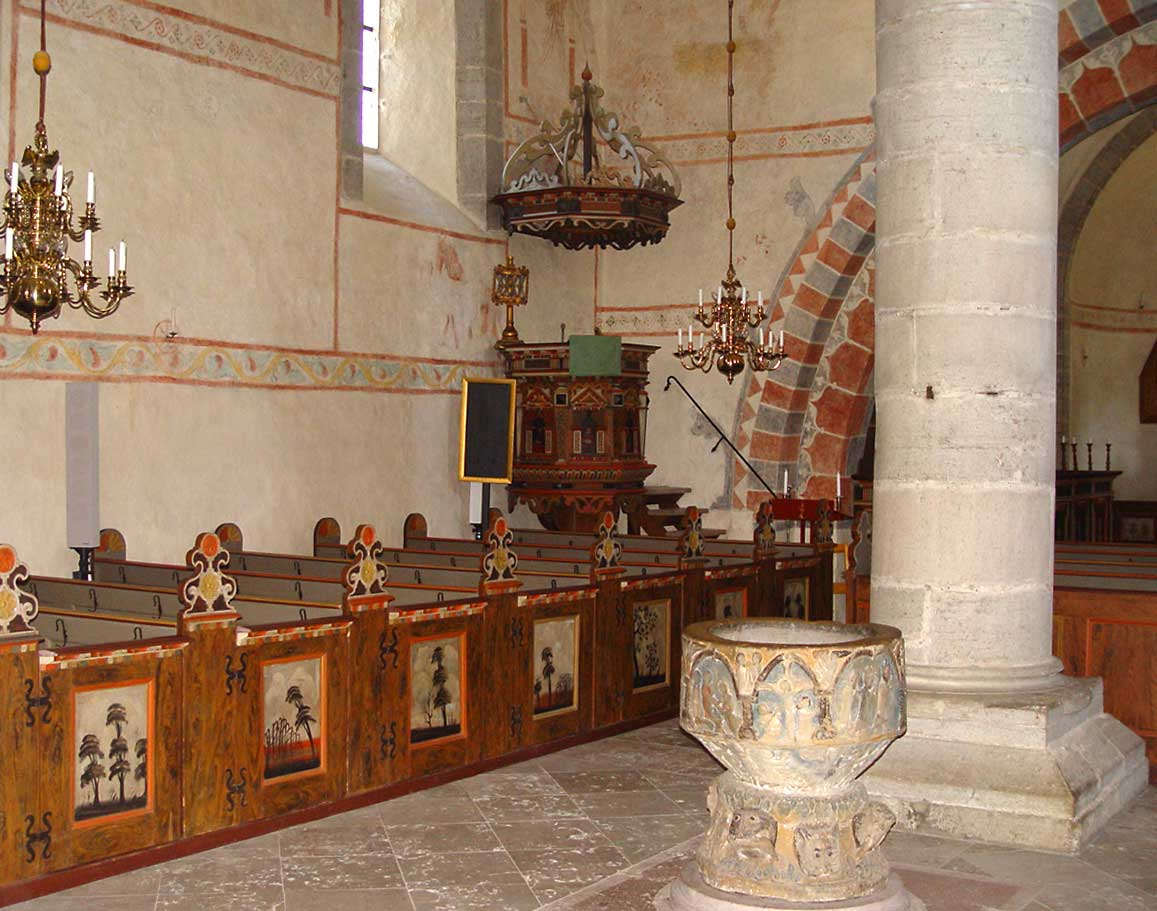
Kanzel (spätes 17. Jh.), Kanzeluhr (1805/1806)
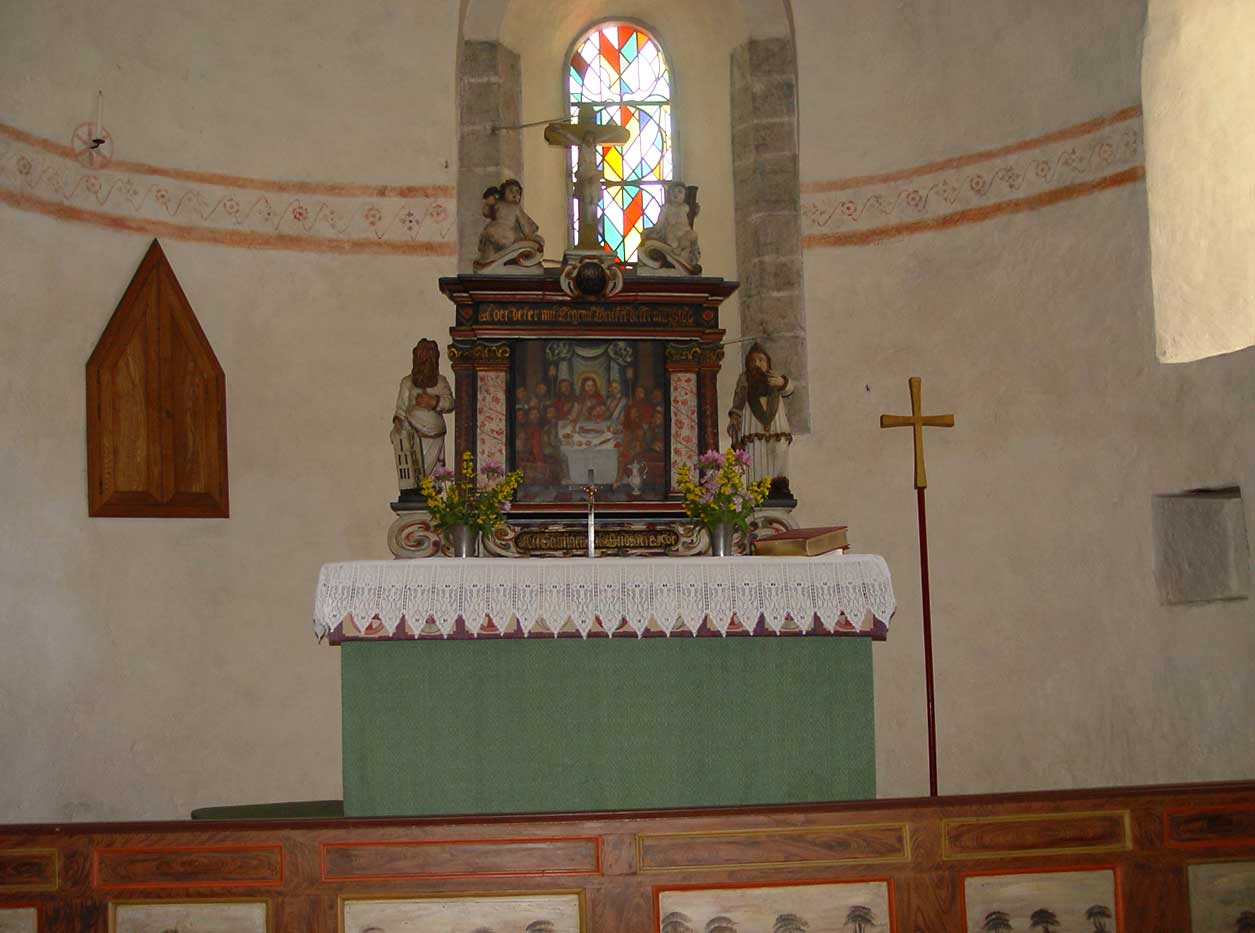
Altar aus Sandstein von 1688
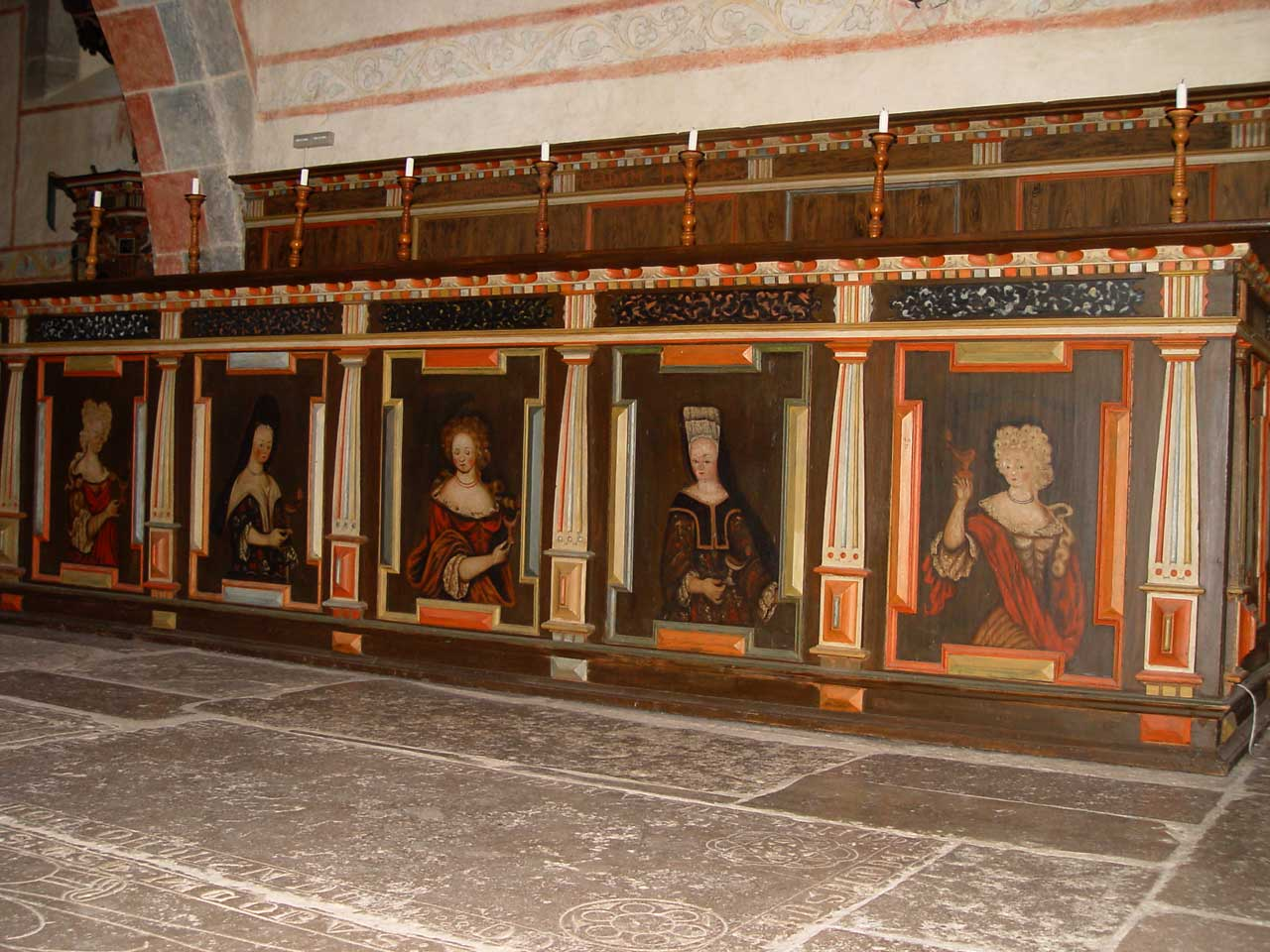
Malereien mit den fünf klugen Jungfrauen (18. Jahrhundert)
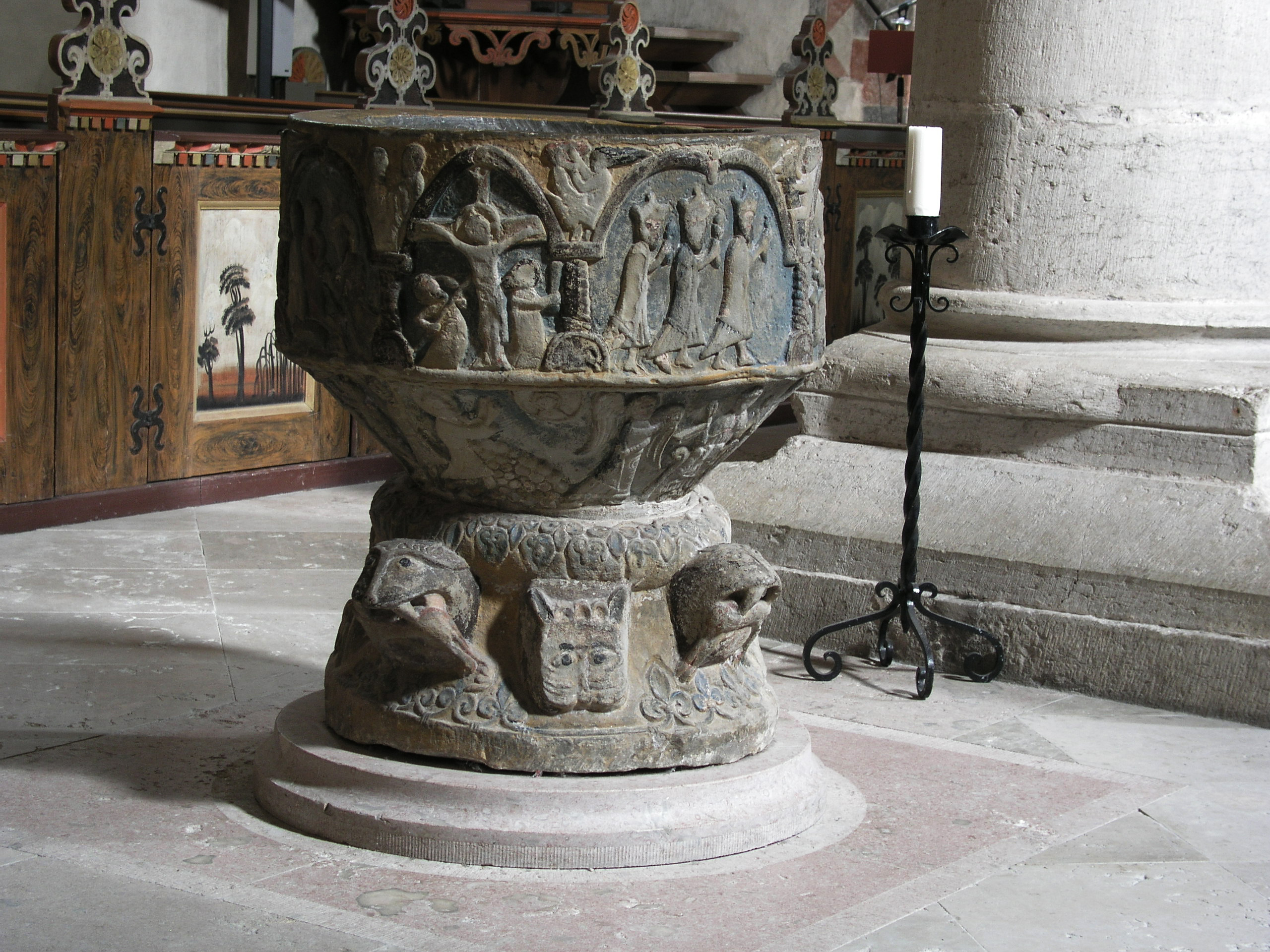
Taufstein aus dem 12. Jahrhundert
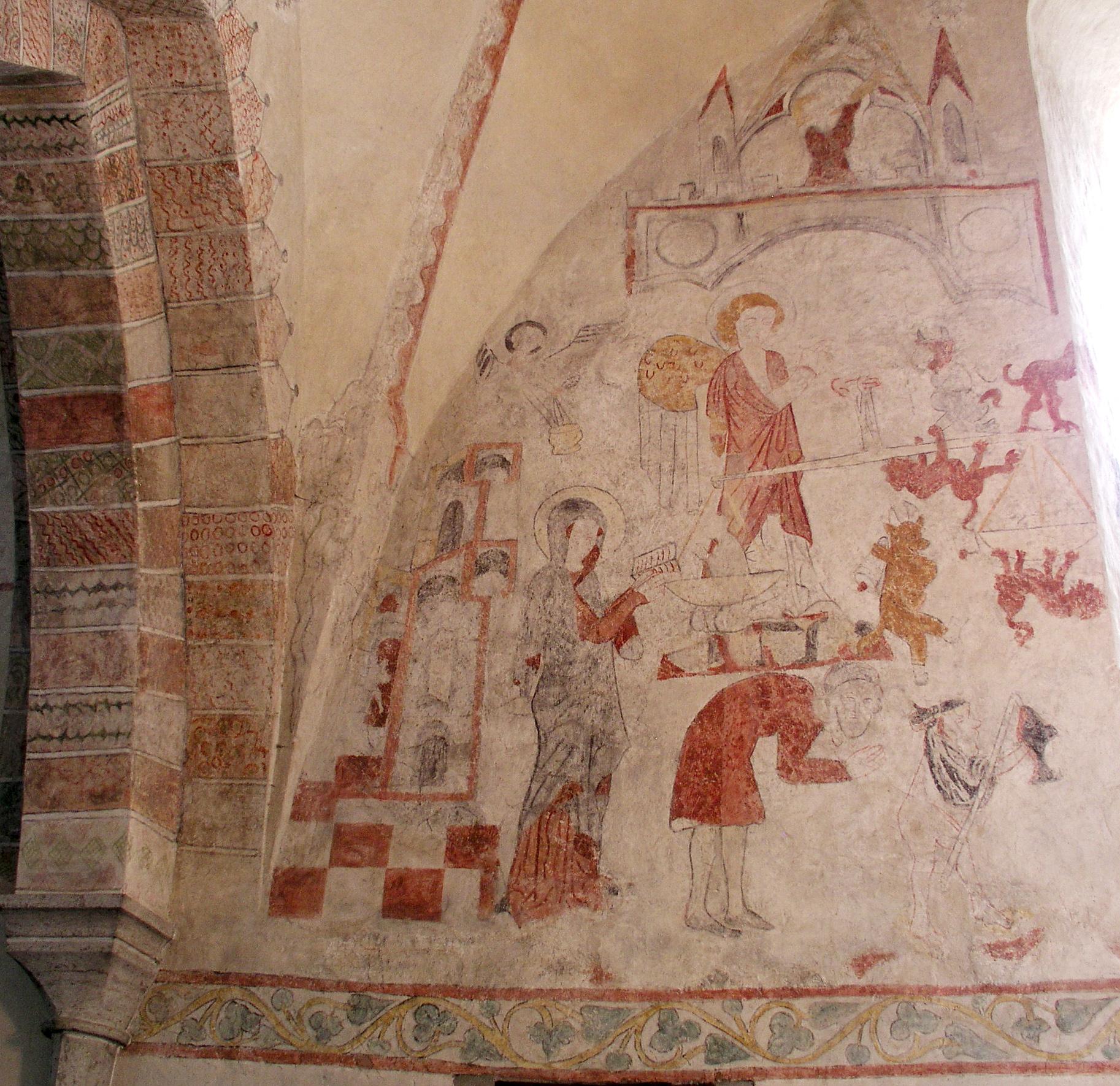
Wandmalereien